# الملصة
المَلْصة: أحد أشهر أودية بلاد بارق التاريخية،وهي من قرى آل مشنية من ربيعة المقاطرة. وبهذا الوادي آثار قرى قديمة كانت كثيرة قبل الإسلام.

## التسمية
المَلْصة: بفتح الميم وسكون الام وفتح الصاد المهملة بعدها تاء مربوطة، وهو عندهم الصَّفا الأَبيض .

## التاريخ
هذا الوادي يسكنه قديماً بارق، وفيه آثارهم وحصونهم واحياؤهم قال الهمداني : «مساقط بلاد بارق من غور السراة، وهي: بقرة، الملصة، سران، ذات أعشار، وثربان جبل لهم من ناحية ذات أعشار وأعلى قنونى». فإذا عرفنا أن الهمداني قد توفي سنة (334 هـ) أدركنا أن الملصة يطلق هذا الاسم عليها منذ القدم.
ولا تزال بعض آثارها وأبنيتها قائمة، منها الفرزا، وبها آثار وآبار أثرية. ويكثر بهذا الوادي العيون، وإلى الشمال من مصب الملصة في سران ثم في يبة هناك عين تسمى العين الحارة، يزورها الناس للاستشفاء.